# Сан Мартино ин Арђине
Сан Мартино ин Арђине (итал. San Martino in Argine) је насеље у Италији у округу Болоња, региону Емилија-Ромања.
Према процени из 2011. у насељу је живело 1173 становника. Насеље се налази на надморској висини од 12 м.